# Agatha Christie: 13 a tavola
Agatha Christie: 13 a tavola  (Thirteen at Dinner) è un film per la televisione statunitense del 1985 diretto da Lou Antonio. Basato sul romanzo giallo Se morisse mio marito, scritto da Agatha Christie nel 1933, è interpretato da Faye Dunaway, David Suchet, Jonathan Cecil e Peter Ustinov alla sua terza apparizione nel ruolo del detective Hercule Poirot.

## Trama
Nel corso di una trasmissione televisiva nella quale è ospite, Poirot ha modo di conoscere la celebre attrice Jane Wilkinson, la sua imitatrice Carlotta Adams e l'attore Bryan Martin. Durante una cena tenutasi a casa di Jane Wilkinson la donna confessa a Poirot il desiderio di separarsi dal vecchio ed eccentrico marito lord Edgware, che però rifiuta il divorzio. La diva afferma inoltre che sarebbe disposta a ricorrere a qualsiasi mezzo pur di ottenere la separazione e chiede poi a Poirot di convincere suo marito a concederle il divorzio. Quando lui, piuttosto riluttante, va dall'uomo con quest'incarico, lord Edgware gli dice che ha già accordato il divorzio e ha scritto una lettera a Jane per comunicarglielo. Più tardi Jane afferma di non avere mai ricevuto questa lettera.
Il giorno seguente lord Edgware viene trovato assassinato e l'ispettore Japp mette Poirot al corrente di tutto. Unica sospettata del delitto è proprio Jane Wilkinson, la quale però afferma di essere stata a un ricevimento al quale hanno preso parte altre dodici persone. Più tardi l'imitatrice Carlotta Adams viene trovata morta per overdose di Veronal. Certo che si tratti di un delitto connesso a quello di Lord Edgware, Poirot si mette a indagare.

## Produzione
Il film è il quinto di una serie di otto pellicole televisive tratte da altrettanti romanzi di Agatha Christie e prodotte da Warner Bros. Television per la CBS. 13 a tavola è il primo dedicato al personaggio di Hercule Poirot, interpretato da Peter Ustinov per la terza volta dopo i film cinematografici Assassinio sul Nilo (1978) e Delitto sotto il sole (1982), ed è stato seguito nel 1986 da Caccia al delitto e Delitto in tre atti.
David Suchet, interprete dell'ispettore Japp, sarà scritturato per il ruolo di Poirot quattro anni dopo per una serie televisiva dedicata al detective belga.
Gli otto film sono: 
- È troppo facile (1982)
- Miss Marple nei Caraibi (1983)
- Cianuro a colazione (1983)
- Assassinio allo specchio (1985)
- Agatha Christie: 13 a tavola (1985)
- Agatha Christie: Caccia al delitto (1986)
- Agatha Christie: Delitto in tre atti (1986)
- L'uomo dall'abito marrone (1989)

## Distribuzione
Trasmesso negli Stati Uniti il 19 settembre 1985 sulla rete CBS, in Italia il film è andato in onda per la prima volta il 6 dicembre 1988 in prima serata su Rete 4. Dal 2008, il film è disponibile in DVD distribuito da Malavasi Editore su licenza Warner Bros. Entertainment.